# Dicerorhinus
Dicerorhinus es un género de mamíferos perisodáctilos de la familia Rhinocerotidae. Los primeros animales del género vivieron en el Oligoceno, pero actualmente sólo se conoce una especie viva, Dicerorhinus sumatrensis, y hay otras fósiles (su número varía según los autores):
- † Dicerorhinus caucasicus (Borissiak, 1935)
- † Dicerorhinus choukoutienensis (Wang, 1931)
- † Dicerorhinus cixianensis (Chen & Wu, 1976)
- † Dicerorhinus gwebinensis (Zin-Maung-Maung-Thein et al., 2008)[2]
- † Dicerorhinus kirchbergensis (Jäger, 1839) (actualmente se sitúa en el género Dihoplus[3])
- † Dicerorhinus hemitoechus (Falconer, 1868)
- † Dicerorhinus leakeyi (Hooijer, 1966)
- † Dicerorhinus miguelcrusafonti Guerin y Santafé, 1978[4]
- † Dicerorhinus pikermiensis (actualmente se sitúa en el género Dihoplus[3])
- † Dicerorhinus primaevus (Arambourg, 1959)
- † Dicerorhinus ringstroemi (Arambourg, 1959) (actualmente se sitúa en el género Dihoplus[3])
- † Dicerorhinus sansaniensis (Lartet, 1851)
- † Dicerorhinus schleiermacheri (actualmente se sitúa en el género Dihoplus[5])
- Dicerorhinus sumatrensis (especie tipo)
- † Dicerorhinus tagicus (Roman, 1907)
- † Dicerorhinus yunchuchenensis (Chow, 1963) (actualmente parece situarse en el género Stephanorhinus[6])

## Galería

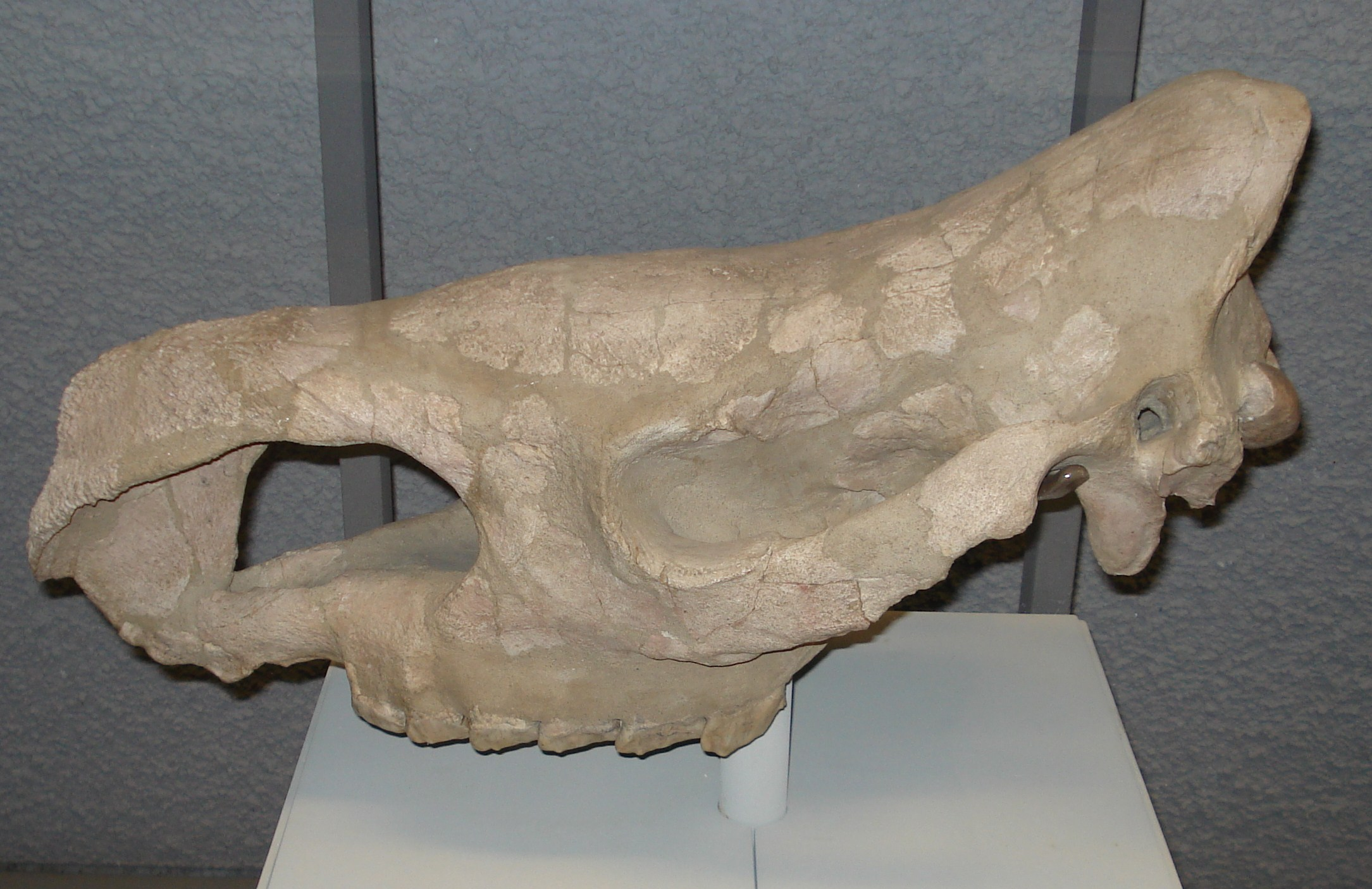
Dicerorhinus etruscus
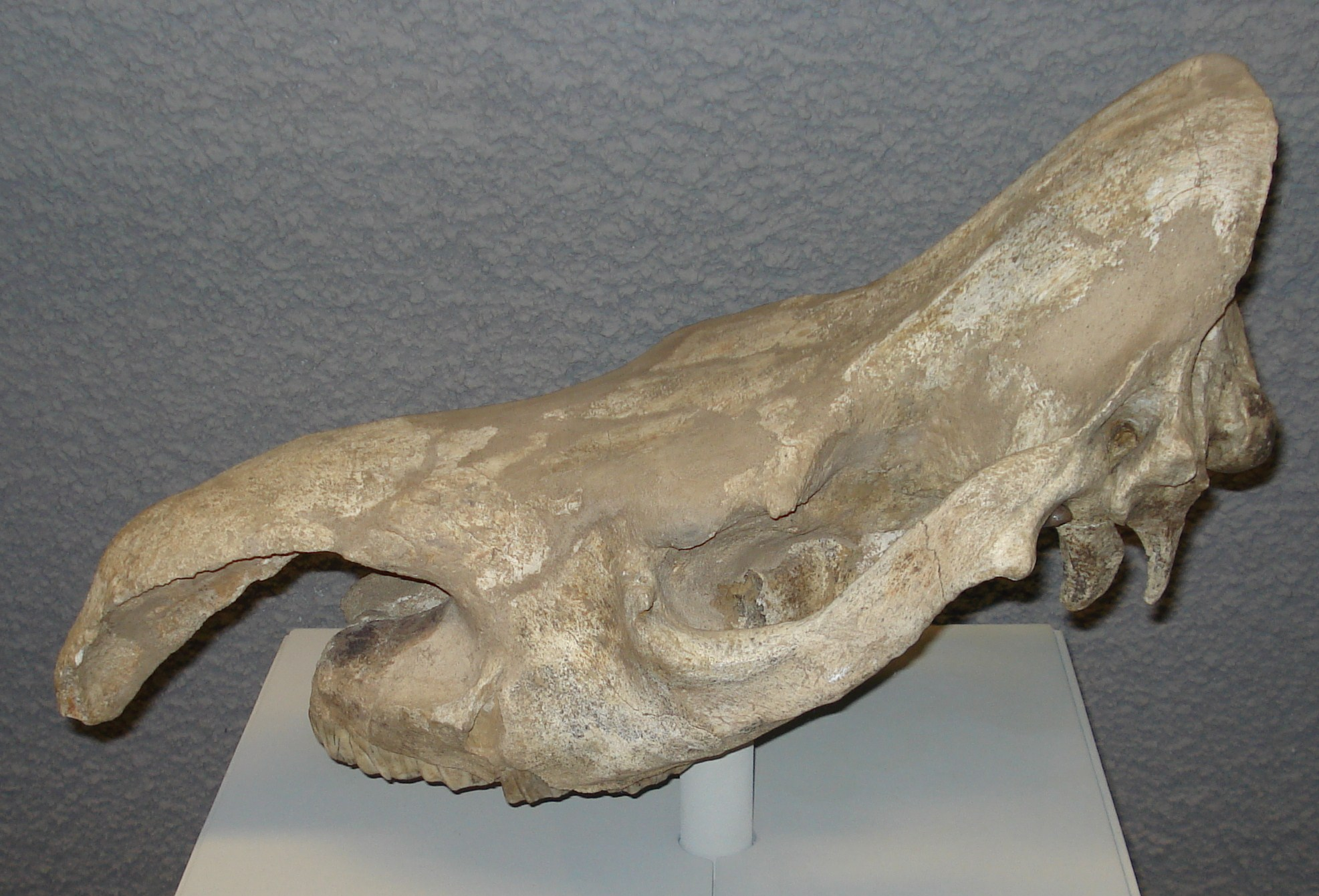
Dicerorhinus hemitoechus
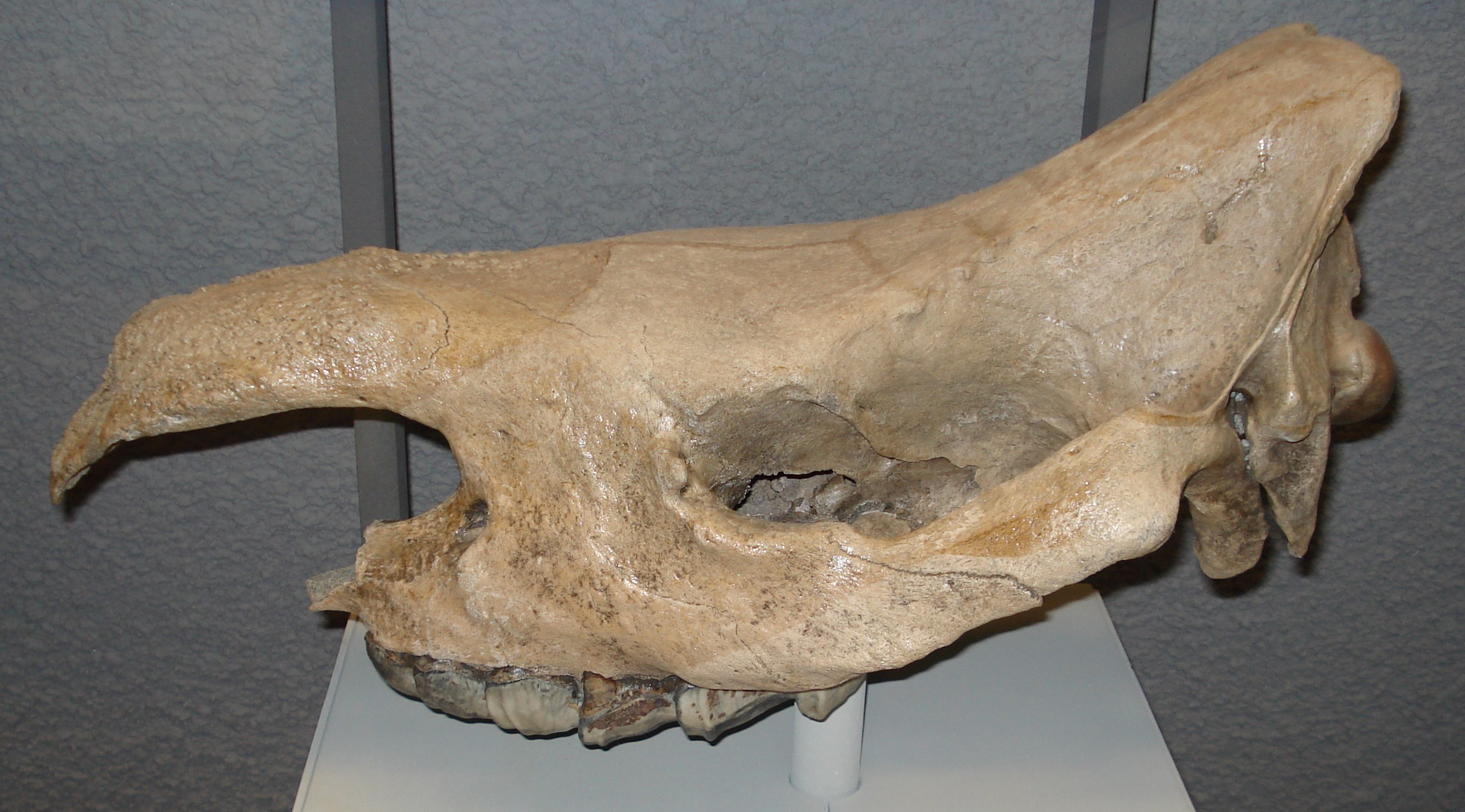
Dicerorhinus kirchbergensis